# Ossonis mentawensis
Ossonis mentawensis är en skalbaggsart som beskrevs av Schwarzer 1930. Ossonis mentawensis ingår i släktet Ossonis och familjen långhorningar. Inga underarter finns listade i Catalogue of Life.